# Jaskinia na Czerwonej Górze
Jaskinia na Czerwonej Górze – jaskinia w Górach Świętokrzyskich. Ma dwa otwory wejściowe położone blisko Chęcin, w urwisku skalnym w północno-wschodnim zboczu Czerwonej Góry, w pobliżu kamieniołomu Zygmuntówka, niedaleko jaskini Raj, na wysokościach 325 i 320 m n.p.m. Długość jaskini wynosi 35 metrów, a jej deniwelacja 5,5 metrów. 
Jaskinia jest objęta ochroną jako pomnik przyrody.

## Opis jaskini
Główną częścią jaskini jest studnia zaczynająca się w górnym i większym otworze wejściowym, przechodząca w obszerny korytarz, który dochodzi do dwóch prostopadłych, krótkich korytarzyków. Przy wejściu do drugiego korytarzyka znajduje się zacisk, za którym zaczyna się niski ciąg z namuliskiem prowadzący do otworu dolnego.

## Przyroda
W jaskini brak jest nacieków. Bywają w niej nietoperze. Ściany są suche, w studni rosną mchy i bluszcz pospolity.

## Historia odkryć
Jaskinia została prawdopodobnie odkryta przez górników wydobywających w tym rejonie rudę ołowiu w XIV-XVIII wieku. Jej pierwszy opis i plan sporządzili B. W. Wołoszyn i Z. Wójcik w 1965 roku.